# Бегзин-оол, Алексей Сарыгларович
Алексей Сарыгларович Бегзин-оол (тув. Алексей Сарыглар оглу Бегзин-оол; 28 октября 1949 — 2015) — поэт.

## Биография
Бегзин-оол Алексей Сарыгларович родился 28 октября 1949 года в селе Хонделен Барун-Хемчикского района Тувинской автономной области. Окончил Аксы-Барлыкскую среднюю школу, факультет журналистики Новосибирской Высшей партийной школы. Работал грузчиком комбината «Тувакобальт», корреспондентом газеты «Тыванын аныяктары», председателем сельского Совета, заведующим отделом Барун-Хемчикского райкома партии, корреспондентом газеты «Шын», редактором газет «Улуг-Хем», «Хемчиктин сылдызы».

## Творчество
Стихи начал писать поздно (1990), в возрасте 40 лет. Литературная деятельность началась с маленьких сатирических рассказов. У него свой «бегзин-ооловский» индивидуальный стиль, через его произведения можно было определить лицо национальной литературы. В них мы слышим глубокое переживание за судьбы поэтов, за качество стихов.Его стихи и публикации вызывали интерес многих читателей, печатаются в республиканских газетах, журнале «Улуг-Хем». Известный журналист А. Дембирель поэзии Бегзин-оола дал оценку: «У лирических героев Бегзин-оола в большинстве слышим тоску, а такое рождается, видимо, от той пестроты нашей жизни, с которой мы сталкиваемся каждый день». Перевел на тувинский язык стихи Омара Хайяма. Был членом Союза Журналистов СССР (1976), членом Союза писателей Республики Тыва.
Умер в 2015 году.

## Награды и звания
- Почетная грамота Президента Республики Тыва.
- лауреат премии Министерства культуры и туризма РТ в области «Литературы и искусства»

## Основные публикации
- «Болчаг» («Свидание»): стихи, 1999
- «Шаанчактар» («Клинья»): стихи, 2002
- «Челелер» («Завязи»): стихи,
- «Шылгалданын уш ужуру» («Три вершины испытания»): стихи, 2009
- «Черим-чуртум кижилери»: очерк, 2012